# هنري وايت
هنري وايت (بالإنجليزية: Henry White)‏ (8 أغسطس 1895 واتفورد المملكة المتحدة - 27 نوفمبر 1972 المملكة المتحدة) هو لاعب كرة قدم بريطاني سابق كان يلعب كمهاجم.

## روابط خارجية
- هنري وايت على موقع إي آس بي آن كريك إنفو (الإنجليزية)